# アイシャト・サジナ
アイシャト・サジナ（ディベヒ語: ޢާއިޝަތު ސާޖިނާ、英語: Aishath Sajina、1997年1月2日 - ）は、モルディブの競泳選手。2020年東京オリンピックの女子100m平泳ぎにモルディブ代表として出場した。